# Johann Gottlieb Gleditsch
Johann Gottlieb Gleditsch, född 5 februari 1714 i Leipzig, död 5 oktober 1786 i Berlin, var en tysk botaniker.

## Biografi
Gleditsch blev 1746 professor i botanik vid Collegium medico-chirurgicum i Berlin och föreståndare för botaniska trädgården, samt 1770 lärare vid forstläroverket där. År 1740 stred han mot Johann Georg Siegesbeck i striden om Linnés sexualsystem som försvarare av Linnés nomenklatur. Gleditsch skapade 1761 ett eget system, där han indelade fanerogamerna i fyra klasser efter ståndarnas ställning och vidfästning i förhållande till övriga blomdelar och i 42 ordningar efter ståndarnas antal och inbördes förhållande. Som stor svampkännare, sökte Gleditsch tillämpa sexualteorin även på svamparna. Han är känd för sitt pollinationsförsök med en palm i Berlin, som han genomförde 1749. Gleditsch gav bland annat ut Systematische Einleitung in die neuere Forstwissenschaft (2 band, 1774-75). Han var en av dem, som lade grunden till ett vetenskapligt forstväsen. Han var utländsk ledamot av Vetenskapsakademien i Stockholm.
Auktorsnamnet Gled. kan användas för Johann Gottlieb Gleditsch i samband med ett vetenskapligt namn inom botaniken; se Wikipediaartiklar som länkar till auktorsnamnet.